# Robert E. Duignan

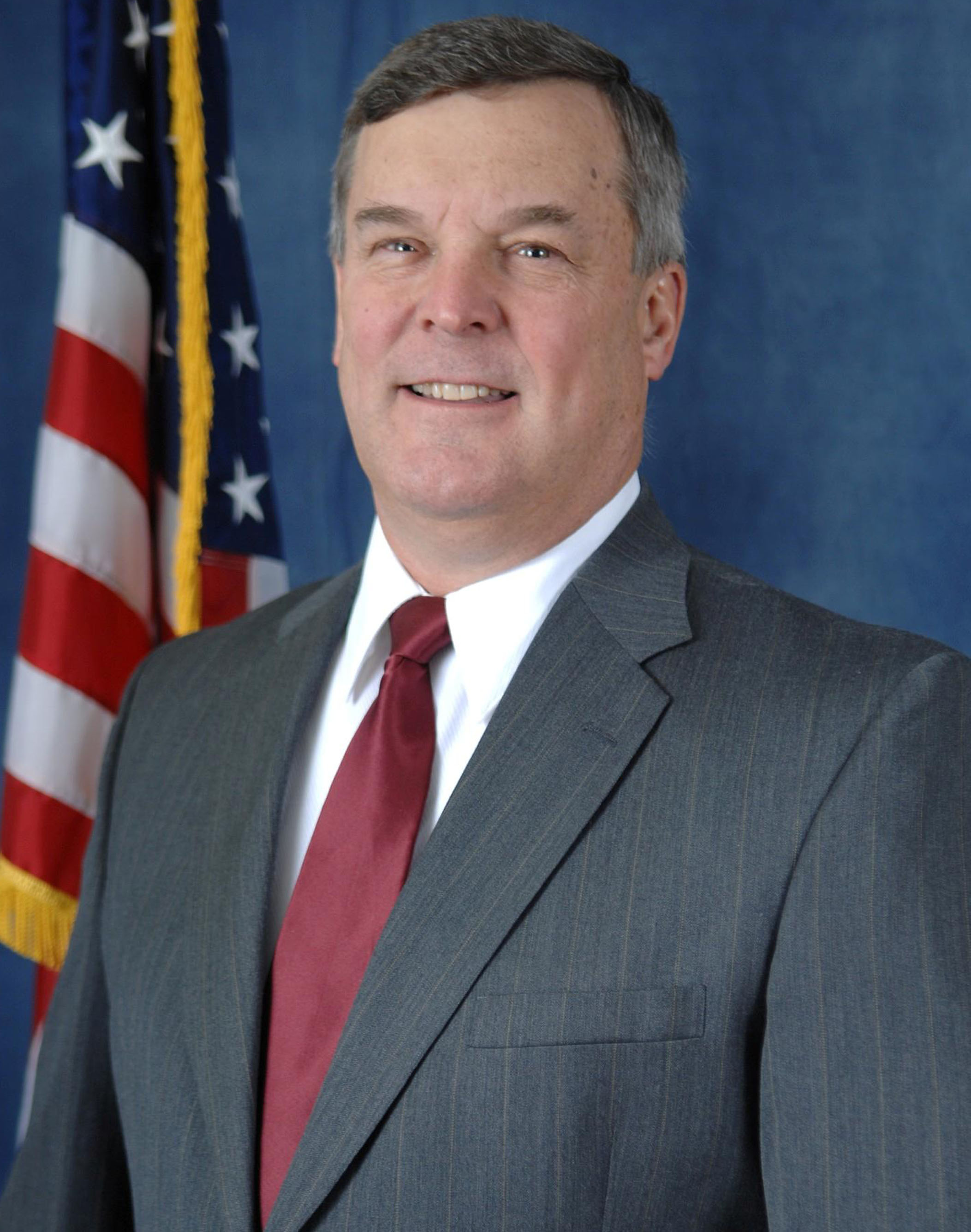
Robert E. Duignan (2009)

 Robert E. Duignan (* um 1951) ist ein pensionierter Generalmajor der United States Air Force. Er war unter anderem Kommandeur der 4. Luftflotte.
Über das ROTC-Programm der University of Washington gelangte er im Jahr 1973 in das Offizierskorps der United States Air Force. Dort durchlief er anschließend alle Offiziersränge vom Leutnant bis zum Zwei-Sterne-General. Im Lauf seiner militärischen Karriere absolvierte er verschiedene Kurse und Schulungen. Dazu gehörten unter anderem eine Ausbildung zum Kampfpiloten und weitere Fortbildungskurse als Pilot neuer Flugzeugtypen; das Air Command and Staff College auf der Maxwell Air Force Base in Alabama; das Industrial College of the Armed Forces und der Lehrgang für National Security Leadership Studies an der Syracuse University.
In seinen frühen Jahren als Offizier der Luftwaffe war er auf verschiedenen Stützpunkten in den Vereinigten Staaten stationiert. Dabei war er als Pilot, Flugausbilder oder Stabsoffizier bei unterschiedlichen Einheiten eingesetzt. Seit 1980 gehörte er der Reserve der Air Force an und war in der Folge bei verschiedenen Reserveeinheiten tätig. Hauptberuflich arbeitete er zeitweise als Zivilist beim Militär.
Zwischen August 1992 und Oktober 1994 kommandierte er die 907th Airlift Group. Diese war bis September 1993 auf der Rickenbacker Air National Guard Base in Ohio stationiert und wurde dann auf die Wright-Patterson Air Force Base verlegt. Diese Einheit unterstand dem 445. Transportgeschwader, das wiederum zur 4. Luftflotte gehörte. Zwischen Oktober 1994 und August 1999 kommandierte Duignan das 445. Transportgeschwader (445th Airlift Wing), ebenfalls auf der Wright-Patterson AFB.
Ab August 1999 bis zum Juni 2002 war er Stabsoffizier im Hauptquartier der Luftwaffe, wo er in der für Angelegenheiten der Reserve zuständigen Abteilung tätig war (Deputy to the Chief of Air Force Reserve). Danach wurde er auf die Robins Air Force Base in Georgia beordert. Dort leitete er zwischen Juni 2002 und September 2003 die Stabsabteilung für Operationen des Air Force Reserve Commands.
Am 7. September 2003 übernahm er auf der March Air Reserve Base in Kalifornien als Nachfolger von James P. Czekanski das Kommando über die 4. Luftflotte. Dieses Amt bekleidete er bis zum Januar 2009 als Eric W. Crabtree seine Nachfolge antrat. Anschließend ging er in Pension.
Während seiner aktiven Zeit als Militärpilot absolvierte er über 5000 Flugstunden auf verschiedenen Flugzeugtypen.

## Daten der Beförderungen
| Abzeichen | Rang               | Jahr             |
| --------- | ------------------ | ---------------- |
|           | Second Lieutenant  | 6. Juni 1973     |
|           | First Lieutenant   | 6. Dezember 1975 |
|           | Captain            | 6. Dezember 1977 |
|           | Major              | 31. Mai 1984     |
|           | Lieutenant Colonel | 16. Juni 1989    |
|           | Colonel            | 1. August 1993   |
|           | Brigadier General  | 5. August 1998   |
|           | Major General      | 6. Februar 2004  |

## Orden und Auszeichnungen
Robert Duignan erhielt im Lauf seiner militärischen Laufbahn unter anderem folgende Auszeichnungen:
- Air Force Distinguished Service Medal
- Legion of Merit
- Meritorious Service Medal
- Air Force Outstanding Unit Award
- Air Force Organizational Excellence Award
- Combat Readiness Medal
- National Defense Service Medal
- Southwest Asia Service Medal
- Humanitarian Service Medal
- Armed Forces Reserve Medal
- Kuwait Liberation Medal (Saudi-Arabien)
- Kuwait Liberation Medal (Kuwait)